# Bom

1. bom 2. maszt 3. pięta bomu 4. żagiel 5. topenanta 6. nok 7. szot 8. obciągacz bomu 9. kontrafał bomu

Bom – drzewce ruchome w omasztowaniu żaglowej jednostki pływającej. Jest to pozioma belka zamocowana przegubowo jednym końcem (piętą) w maszcie lub sztagu. Jej drugi koniec zwany nokiem, jest wolny. Do bomu mocowany jest dolny lik żagla przymasztowego w ożaglowaniu skośnym lub rzadziej sztaksla. Zadaniem bomu jest nadanie odpowiedniego kształtu żaglowi oraz umożliwienie nim manewrowania poprzez olinowanie ruchome. Współcześnie bomy wykonywane są ze stopów aluminium, bądź w przypadku jachtów regatowych z włókna węglowego. Dawniej i rzadko w dzisiejszych czasach spotyka się bomy drewniane.

## Olinowanie bomu
Główne:
- szot - (zazwyczaj jako talia) ściągający bom ku diametralnej jednostki.

Pomocnicze:
- obciągacz bomu - zapobiega niepożądanemu podnoszeniu się bomu przy kursach pełnych.
- topenanta (przy żaglu bermudzkim) lub dirki (przy żaglu gaflowym) - zapobiegają opadaniu bomu przy słabym wietrze lub silnie wybranym szocie, co pozwala utrzymać odpowiednie wybrzuszenie żagla.

## Okucia bomu
- okucie pięty bomu - umożliwia wychylanie drzewca w poziomie i w pionie oraz obrót dookoła osi bomu.

- okucie noku bomu - służy do mocowania topenanty, szotów oraz rogu szotowego żagla. Przy refowaniu przez nawijanie żagla na bom, jeśli szoty nie są mocowane wyłącznie na noku bomu, stosowany jest szotring – pierścień nakładany na bom.

Do refowania za pomocą reflinek, inaczej nazywanych reflinkami, bom ma przymocowane w pobliżu noku wąskie okucia z otworami, zwane bisami, wraz z krążkami – biblokami.